# Dik Makleland
Dik Makleland (engl. Deke McClelland) je američki autor i stručnjak za Adobe proizvode, pre svega za Photoshop ali i za Illustrator, InDesign i Photoshop Elements.

## Knjige koje je napisao
| Godina       | Naslov                          | Beleške | Izdavač |
| ------------ | ------------------------------- | --- | ------- |
| 1993 - danas |                                 | Ovo je verovatno njegova najpoznatija knjiga do sada.Raskinuo je ugovor sa ovom izdavačko kućom (Wiley), ali trenutna verzija ove knjige i dalje nosi njegovo ime. | Wiley   |
| 2005         |                                 | / |         |
| 2005         | Adobe InDesign One-On-One       | | /       |
| 2005         | Photoshop Elements 4 One-On-One | | /       |

## Video trening od Meklelanda
| Naslov           | Format  |
| ---------------- | ------- |
|                  | VHS     |
|                  | VHS     |
|                  | CD-ROM  |
|                  | DVD-ROM |
|                  | DVD-ROM |
|                  | DVD-ROM |
|                  | DVD-ROM |
|                  | DVD-ROM |
|                  | DVD-ROM |
|                  | DVD-ROM |
|                  | DVD-ROM |
|                  | DVD-ROM |
|                  | ONLINE  |
|                  | ONLINE  |
|                  | ONLINE  |
| Photoshop Top 40 | ONLINE  |

## Nagrade
- Bendžamin Frenklin nagrada za najbolju knjigu o kompjuterima (eng. The Benjamin Franklin Award for Best Computer Book (1989))
- Primljen u Photoshop kuću slavnih (eng. the Photoshop Hall of Fame (2002))

## Lični život
Živi u Bolderu (engl. Boulder), Kolorado (engl. Colorado) sa ženom i dva sina.

## Spoljašnje veze
- www.deke.com